# Paola Orsini

Stemma originario degli Orsini prima della successione Anguillara

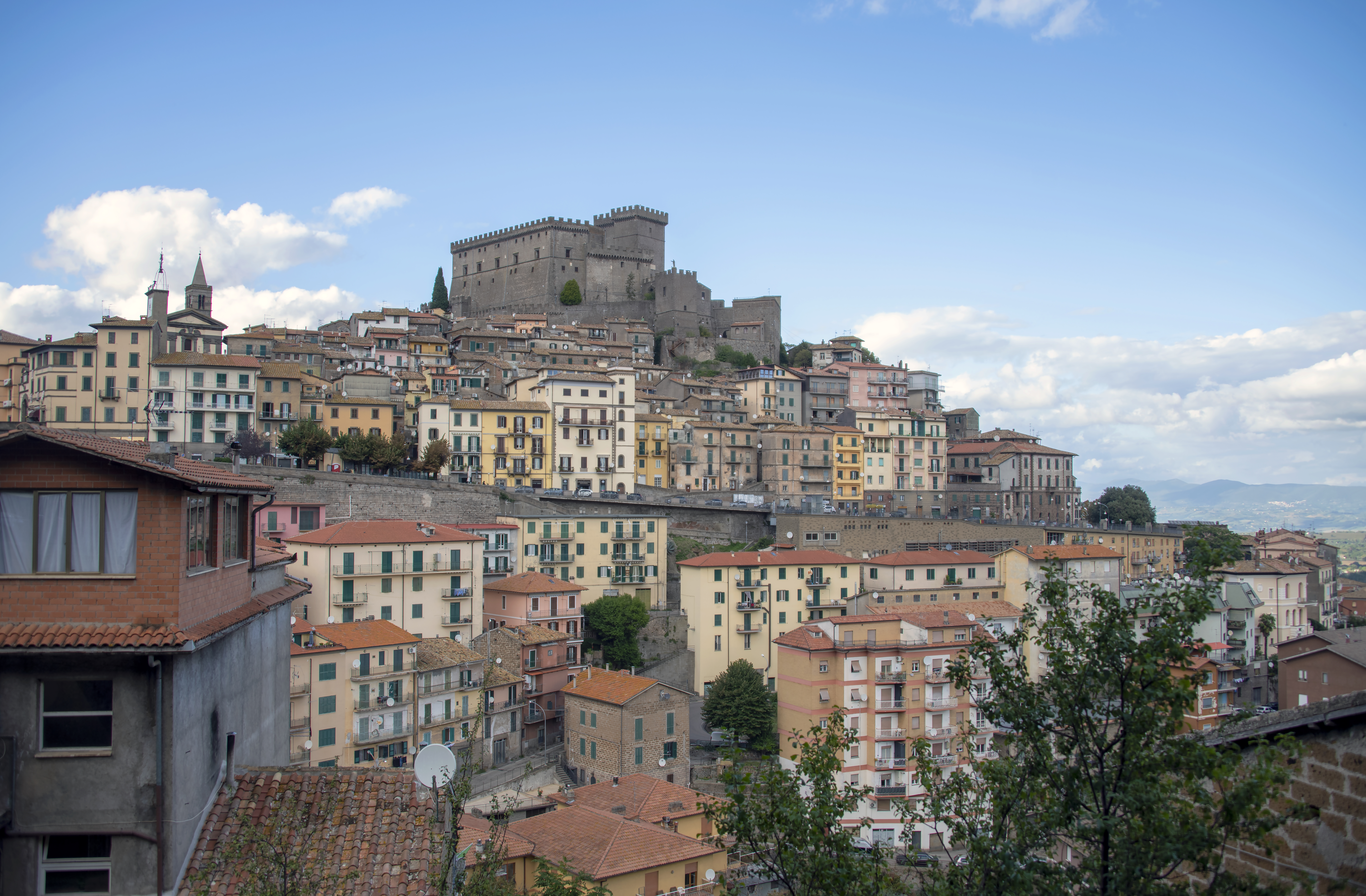
Castello Orsini (Soriano nel Cimino)

Paola (Palozia) Orsini (... – 6 febbraio 1371) è stata una nobildonna italiana.

## Biografia
Era l'unica figlia del senatore Bertoldo (1295 ca.-1353), di Napoleone di Orso Orsini. Nel 1344 venne citata nel testamento del padre come erede di una ricca dote di 8.000 fiorini, destinata successivamente agli zii e ai nipoti. Nel 1366 vendette alla Santa Sede il feudo di Soriano nel Cimino, già appartenuto al padre e a Simonetto Orsini (?-1410).

## Discendenza
Sposò nel 1362 il condottiero Pandolfo II Malatesta, dal quale ebbe tre figli:
- Elisabetta o Isabetta (c.1363-prima del 1400), sposò Rodolfo III da Varano
- Paola Bianca (1366-1398), sposò Sinibaldo Ordelaffi di Forlì e poi Pandolfo III Malatesta, suo cugino
- Malatesta (1370-1429), successore del padre